# 珍妮·谢泼德
珍妮·谢泼德（英語：Jenny Shepherd，1972年4月12日—），生于旺阿雷，新西兰女子曲棍球运动员。她曾代表新西兰国家队参加1998年英联邦运动会曲棍球比赛，获得一枚铜牌。